# استکهورن
استکهورن (به لاتین: Stockhorn) یک کوه در سوئیس است که در کانتون برن واقع شده‌است. استکهورن ۲٬۱۹۰ متر بالاتر از سطح دریا واقع شده‌است.